# Ушполис, Григорий Саульевич
Григорий Саульевич Ушполис (1923—1997), участник Великой Отечественной войны, Герой Советского Союза, ефрейтор.

## Биография
Родился в семье крестьянина. Еврей. Член КПСС с 1944 года. Окончил 7 классов. В начале Великой Отечественной войны был эвакуирован. В эвакуации работал на МТС комбайнёром. Призван Ново-Письмянским РВК (ныне Лениногорский РВК Республики Татарстан). В РККА с февраля 1942 года.
В действующей армии с декабря 1942 года. Командир орудия 249-го стрелкового полка (16-я стрелковая дивизия, 2-я гвардейская армия, 1-й Прибалтийский фронт). Принимал участие в Курской битве. При отражении танков и пехоты противника 12 октября 1944 года на правом берегу реки Неман в районе города Пагегяй (Литовская ССР) выкатил орудие на открытую позицию и подбил 2 вражеских танка. Когда пушка была разбита, а Ушполис был ранен, он противотанковой гранатой подбил ещё один танк.
В 1945 году окончил курсы политсостава. С 1947 майор Ушполис — в запасе. В 1949 году окончил партийную школу при ЦК КП Литвы, а в 1954 году юридический факультет Вильнюсского университета. Работал в аппарате ЦК КП Литвы.
В 1991 году репатриировался в Израиль. Жил в Ашдоде, работал в ЦК Союза инвалидов войны. Написал книгу воспоминаний «Тревожное время». Он застал её вышедшей из печати в 1997 году, и в том же году скончался.

## Награды
Указом Президиума Верховного Совета СССР от 24 марта 1945 года за образцовое выполнение боевых заданий командования на фронте борьбы с немецко-фашистскими захватчиками и проявленные при этом мужество и героизм, ефрейтору Ушполису Григорию Саульевичу присвоено звание Героя Советского Союза с вручением ордена Ленина и медали «Золотая Звезда» (№ 7427).
Награждён орденом Отечественной войны 1 степени, медалью «За отвагу».

## Память
Именем Г. С. Ушполиса названа улица в городе Пенза, откуда он был призван на фронт.